# João Gomes do Lago
João Gomes do Lago (1350 - ?) foi um fidalgo e cavaleiro medieval de Reino de Portugal, foi Senhor da Domus Fortis, vulgarmente conhecida como Torre do Lago e senhor do Couto de Rendufe.

## Relações familiares
Foi filho de Diogo Gomes Froes (1325 -?) e de Senhorinha Anes do Lago (1330 -?). Casou por duas vezes, a primeira com Brites de Azevedo de quem teve:
1. Senhorinha Pereira do Lago casada com Pedro Soares Tangil (1410 -?).

O segundo casamento foi com Germineza Pereira de Araújo (1375 -?), de quem teve:
1. Paio Gomes do Lago (1410 -?) casou com D. Leonor de Berredo.
2. Afonso Pereira do Lago (c. 1410 -?) casou com Inês Vaz de Castro.
3. João Pereira do Lago casou com D. Branca da Silva.
4. Rui Gomes do Lago.
5. Senhorinha Gomes do Lago
6. Maria Pereira do Lago casou com João Correia.
7. Pedro Gomes Pereira casou com Catarina Álvares Fagundes.
8. Aldonça Pereira do Lago.
9. Isabel Pereira do Lago